# Fritsla
Fritsla är en tätort i Marks kommun och i Fritsla socken i Västergötland.
Fritsla ligger i Häggåns dalgång, drygt två mil söder om Borås. Fritsla tätort har 2 434 invånare.  Fritsla ligger längst norrut i Marks kommun.

## Historia
I och runt den nuvarande tätorten finns boplatser från stenåldern, stensättningar från bronsåldern och gravar från järnåldern. Fritsla nämns första gången i skrift 1401. Några större gårdar samt byarna Fritsla, Aratorp, Hjälltorp och Ramslätt bildade vid denna tid en större enhet - Fritsla socken. Namnet är taget från kyrkbyn. Redan på 1300-talet omnämns t.ex. Hjälltorp (Gerelderthorp) i skrift, men av gårdarnas namn att döma kan man genom ortnamnsforskning slå fast en mycket tidigare bebyggelse.
I Kolebäcksugnen framställdes det järn ur bergmalm, troligen i slutet av medeltiden. Hjälltorpsfallet, som är beläget just där Segloravägen med en stenvalvsbro korsar Häggån gav tidigare kraft åt den för sin tid enorma textilfabrik som Lars Johan Wingqvist 1874 anlade vid platsen. Ännu ser man spår av fabriken, som vid förra sekelskiftet var en av de större i landet. När praktiskt taget hela LJW:s väveri och beredningsavdelning förstördes av brand 1958 var en epok i Fritsla slut, och samhället drabbades av stora företagsnedläggningar. De 1000 arbetsplatser som skapats på 30 år i slutet av 1800-talet, försvann på lika många år 1950-1980. Företaget L J Wingqvist lever dock fortfarande kvar i liten skala, och vattenfallet ger än i dag kraft åt företagets generatorer. Dessa levererar elektricitet till Sveriges minsta kommersiella elnät. Längs Häggåns västra sida ligger Solänge kvarn som är lämningar av en äldre kvarn driven av Häggåns forsande vatten. 

### Etymologi
Första gången namnet Fritsla förekommer är 1401 när bland andra Erik i Frislom undertecknar ett köpekontrakt för Hjälltorp. Man tror att namnet Frislom är sammansatt av Friska och lo. Friska är ett äldre namn på Häggån eller Häggan som den kallas så sent som på 1800-talet. Friskan kommer från Friski, vilket är Västgötalagens namn på Frisjön. Andra ledet lo betyder strandäng eller äng och ingår till exempel i Oslo och Waterloo. Fritsla skulle alltså betyda strandängarna vid Friskan. Fritsla har stavats på många olika sätt genom åren, t.ex. Fryslom (1401), Friislä (1406) och Freslom (1438).  En bit in på 1900-talet stavas namnet fortfarande Frissla, vilket stämmer bättre med det dialektala uttalet där t:et är stumt och s:et uttalas som ett tje-ljud.

### Befolkningsutveckling
| Befolkningsutvecklingen i Fritsla 1960–2020 | Befolkningsutvecklingen i Fritsla 1960–2020 | Befolkningsutvecklingen i Fritsla 1960–2020 | Befolkningsutvecklingen i Fritsla 1960–2020 | Befolkningsutvecklingen i Fritsla 1960–2020 |
| ------------------------------------------- | ------------------------------------------- | ------------------------------------------- | ------------------------------------------- | ------------------------------------------- |
|                                             |                                             |                                             |                                             |                                             |
| År                                          |                                             |                                             | Folkmängd                                   | Areal (ha)                                  |
| 1960                                        | 1960                                        |                                             | 2 275                                       |                                             |
| 1965                                        | 1965                                        |                                             | 2 410                                       |                                             |
| 1970                                        | 1970                                        |                                             | 2 341                                       |                                             |
| 1975                                        | 1975                                        |                                             | 2 356                                       |                                             |
| 1980                                        | 1980                                        |                                             | 2 396                                       |                                             |
| 1990                                        | 1990                                        |                                             | 2 432                                       | 327                                         |
| 1995                                        | 1995                                        |                                             | 2 472                                       | 328                                         |
| 2000                                        | 2000                                        |                                             | 2 276                                       | 329                                         |
| 2005                                        | 2005                                        |                                             | 2 355                                       | 329                                         |
| 2010                                        | 2010                                        |                                             | 2 293                                       | 327                                         |
| 2015                                        | 2015                                        |                                             | 2 307                                       | 318                                         |
| 2020                                        | 2020                                        |                                             | 2 434                                       | 318                                         |
|                                             |                                             |                                             |                                             |                                             |

## Samhället

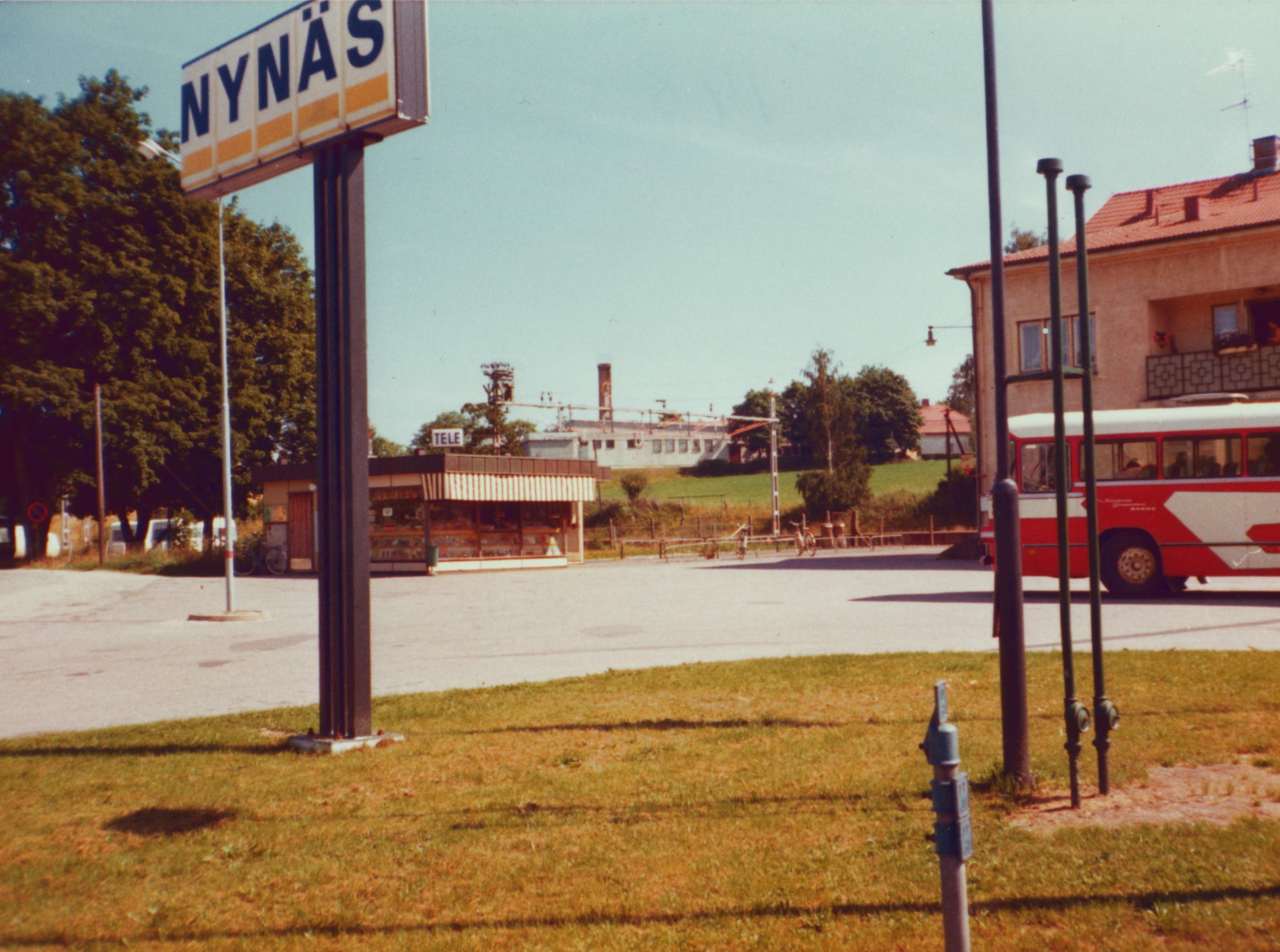
Fritsla station 1974

I Fritsla finns ett flertal förläggargårdar samt fabrikörsbostäder. Bland annat Stommen och slottslika Villa Bjälbo som uppfördes åt ägarna på Fritsla Mekaniska Wäfveri. Den senare används idag som förskola. Centralt i samhället ligger Fritsla kyrka.
Göteborgs handelsbank öppnade ett kontor i Fritsla den 1 maj 1902, då beläget i urmakaren Scholls hus mittemot stationen. Denna bank köptes 1949 av Skandinaviska banken som behöll kontoret i Fritsla. SEB behöll kontoret under resten av 1900-talet, men lade ner det runt millennieskiftet.

## Kända personer med anknytning till Fritsla
- Arne Andersson (fotbollsspelare)
- Erik Andersson i Basterås
- Lena Andersson (sångare)
- Per G Andreen
- Andrea Andreen
- Yngve Brodd
- Sten-Åke Cederhök
- Sigfrid Ericson
- Natanael Gärde
- Alfons "Fritsla-Holmgren" Holmgren
- Gustaf Klarén
- Claës Ljung
- Hjalmar Lundbohm
- Sixten Lundbohm
- Gösta Nelson
- Lennart Olson (fotograf)
- Ragnar Lennartsson
- Åke Söderblom
- America Vera-Zavala
- Lars Johan Wingqvist

## Galleri

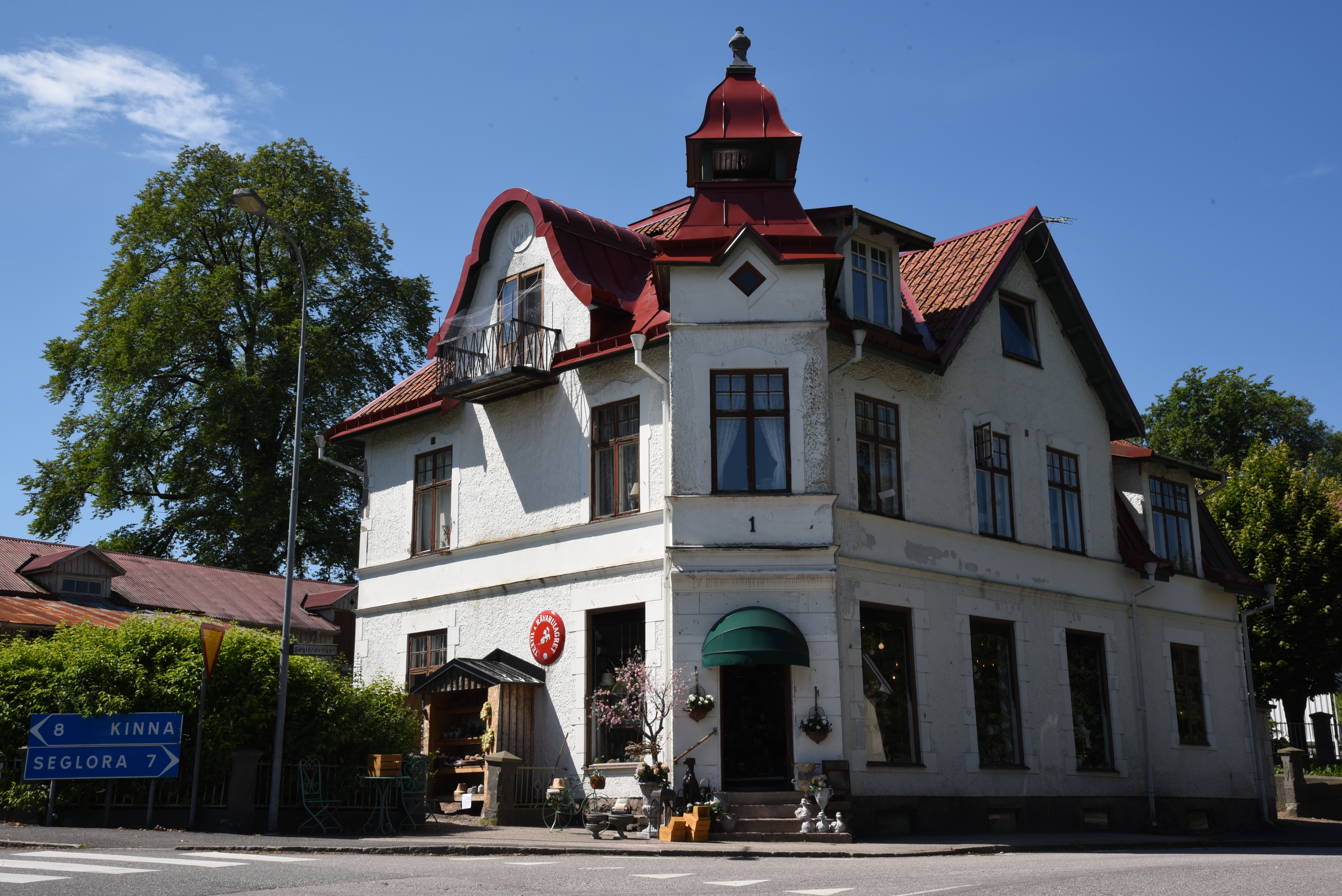
Förläggarevägen/Segloravägen.
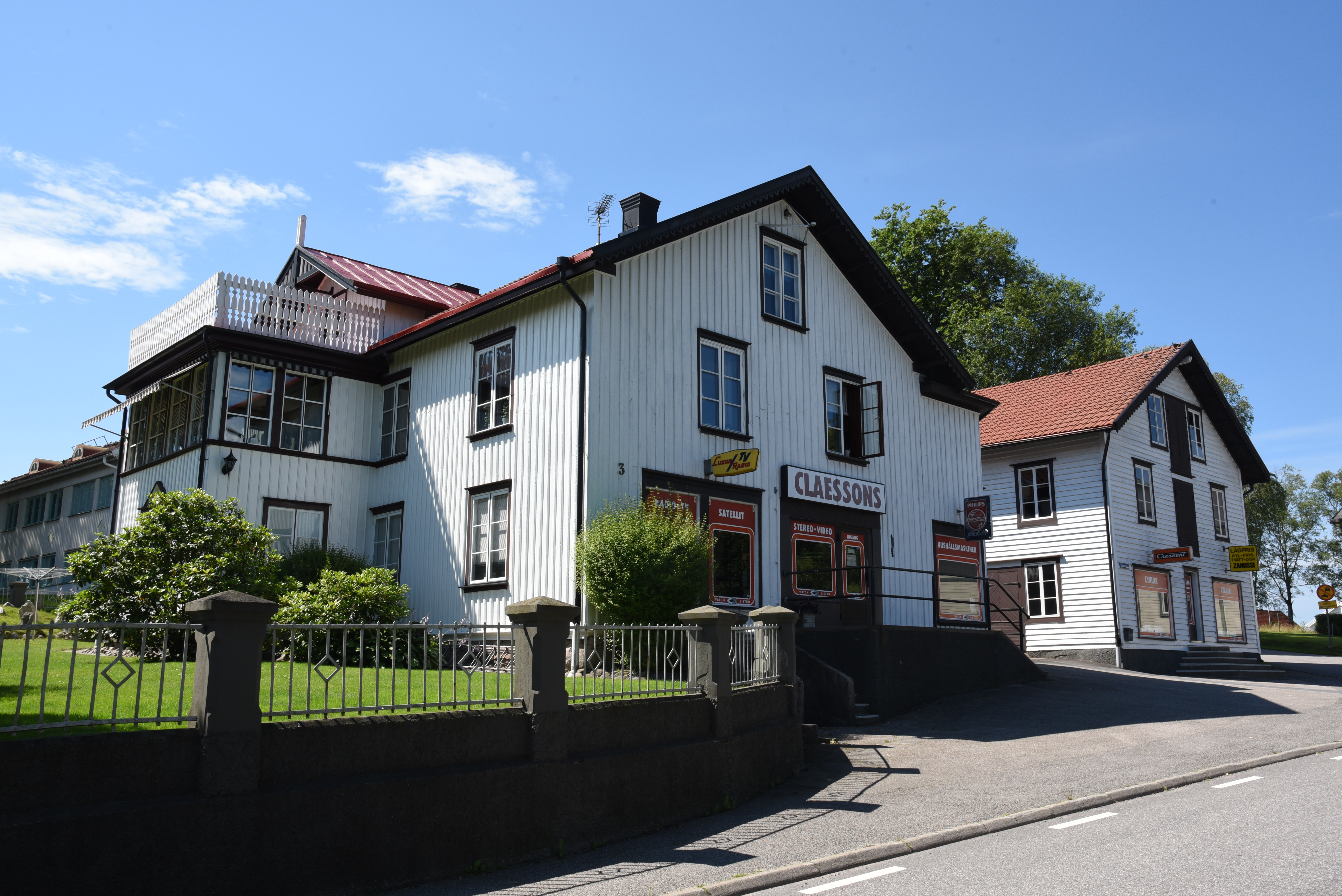
Segloravägen.
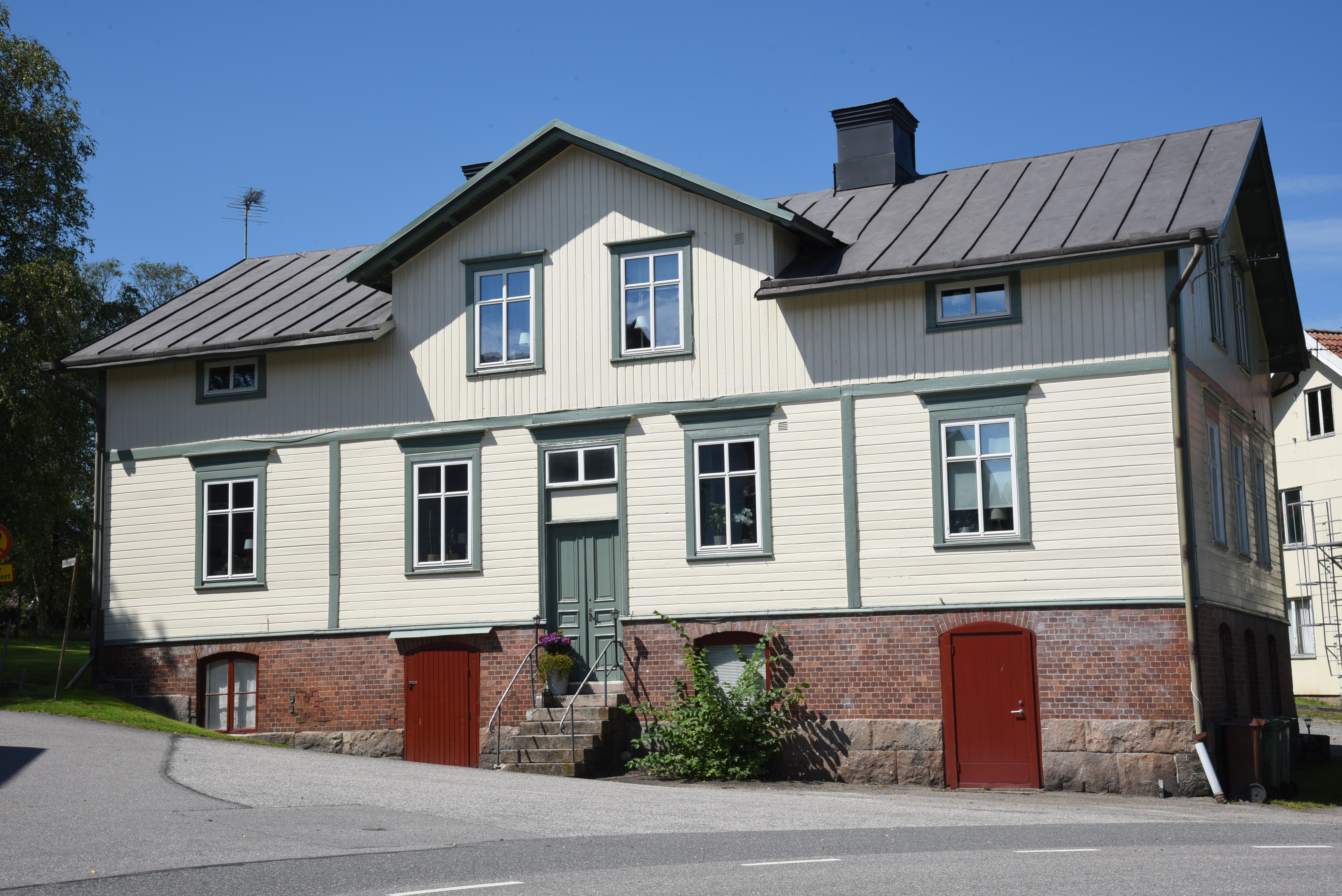
Segloravägen/Skyttegårdsvägen.
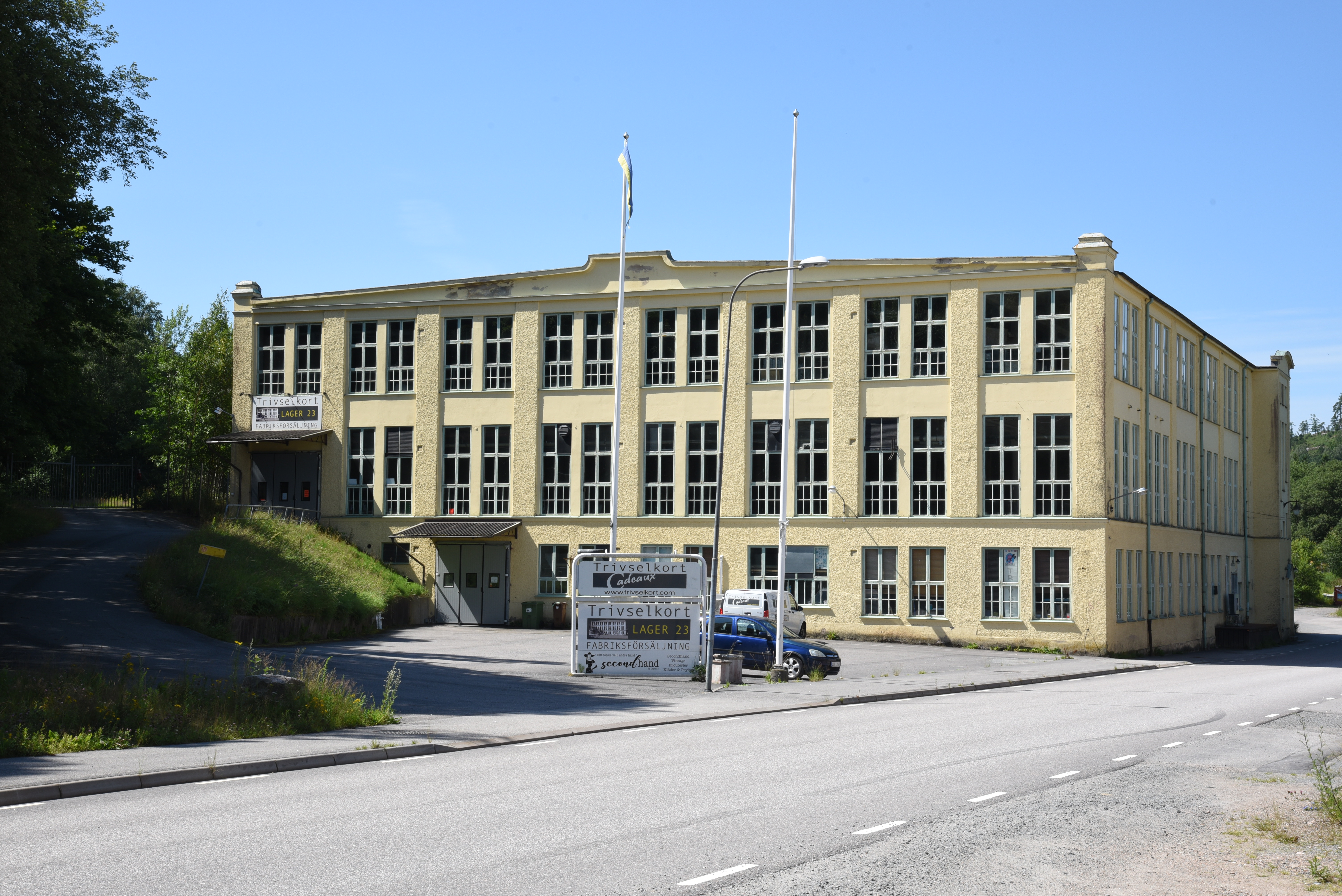
Det tidigare väveriet.
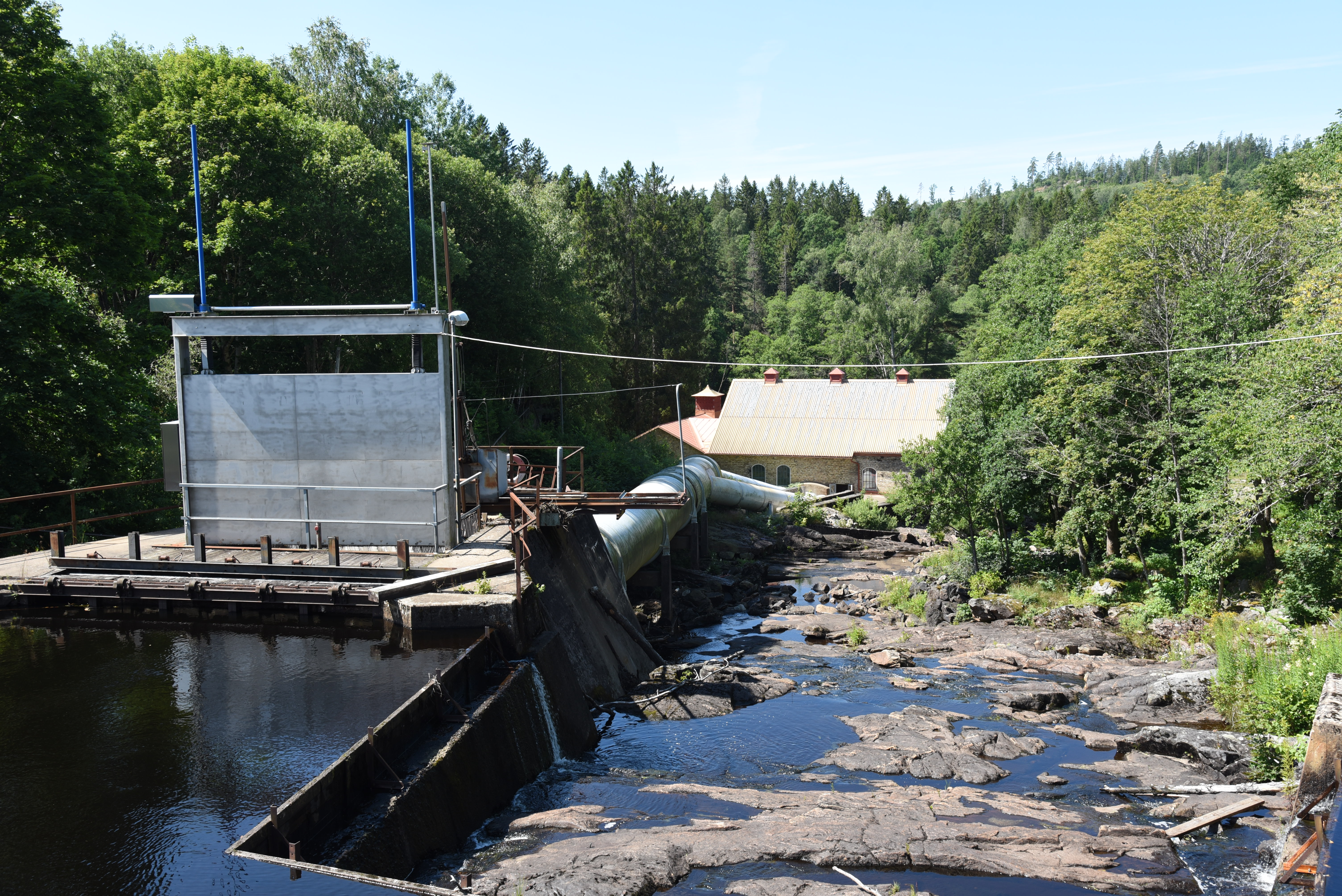
Hjälltorpsfallet med kraftstation.